# Francisco Urdaneta
Francisco Urdaneta y González de Rivadavia (Montevideo, 3 de agosto de 1791-Bogotá, 7 de marzo de 1861) fue un militar uruguayo. Francisco Urdaneta fue el bisabuelo de Roberto Urdaneta, Presidente de Colombia entre 1951 y 1953.
Participó en las guerras de Independencia del Río de la Plata y de la Nueva Granada. Sin embargo, la mayor parte de su carrera la ejerció en el actual territorio de Colombia. También ocupó varios cargos públicos durante su vida en Colombia, participando en la Guerra de los Supremos.

## Biografía
En 1806 se unió el regimiento de Santiago de Liniers y luchó durante las invasiones inglesas para defender Buenos Aires y Montevideo. A principios de 1809 su tío Martín de Urdaneta y Troconis, contador mayor de Bogotá, le llamó a que lo acompañara, recibiendo permiso del virrey Liniers junto a un certificado y un despacho del mismo.
A su paso por Guayaquil, el gobernador militar le pidió que liderada una columna de soldados a Cuenca, lo que cumplió con eficiencia. Estaba en Bogotá cuando se formó la primera junta de gobierno local, uniéndose a Antonio Nariño. En 1812 es ascendido a capitán, un año después es teniente coronel pero en 1816 es capturado en Cartagena de Indias, aunque escapa al año siguiente.
En 1819 llega a coronel y en 1820 destacó en Pitayo y Puente de Caulea, durante las campañas del Sur. Entre 1820 y 1823 es gobernador de Popayán, luego sirve como comandante general de Mariquita y gobernador de Antioquia. El 13 de diciembre de 1829 es ascendido por Simón Bolívar a brigadier.
La Guerra de los Supremos lo hace volver al servicio activo en 1840, siendo jefe militar de Bogotá y jefe del Estado Mayor general del Ejército del Norte. En diciembre de ese año se le encarga pacificar la provincia del Socorro pero es capturado un mes después por el coronel rebelde Francisco Martínez Troncoso (1791-1857), hijo de San Juan de los Remedios y el Cayo (hoy Remedios), quien había sido Gobernador de Mompós en la época de Gran Colombia y varias veces congresista por la misma provincia.
Fue liberado en Aratoca y se encargó de vigilar la frontera, pasando de 1849 a 1853 viajando por Europa hasta volver a Colombia y retirarse de la vida pública.

## Familia
Hijo de Francisco José Javier Urdaneta y Troconis y María Ángela González de Rivadavia, se casó con Manuela Girardot Díaz, hermana de Atanasio Girardot, y fue padre de tres hijos (Manuel Eusebio, Enrique y Roberto) y tres hijas (Adelaida, Dolores y María Luisa). Era primo de Rafael Urdaneta y bisabuelo de Roberto Urdaneta.